# 開局60周年 ラジオ日本ジャイアンツナイター・アーカイブ
『開局60周年 ラジオ日本ジャイアンツナイター・アーカイブ』（かいきょく60しゅうねん ラジオにっぽんジャイアンツナイター・アーカイブ）は、ラジオ日本で放送されていたラジオのスポーツ番組。
ラジオ日本が開局60周年を記念して、1958年にラジオ関東として開局し、ラジオのプロ野球中継を試合開始から試合終了まで完全中継を先駆けて行ったラジオ日本に残されたアーカイブの中から、読売ジャイアンツの選手を1人取り上げ、実況録音やインタビューを取り上げるもの。

## 放送時間
- 毎週木曜日 11:30-11:50

## パーソナリティ
- 内藤博之（ラジオ日本アナウンサー）